# Liste des épisodes de One Piece (Saga Water Seven)
 (août 2025).
 (août 2025).
Si vous disposez d'ouvrages ou d'articles de référence ou si vous connaissez des sites web de qualité traitant du thème abordé ici, merci de compléter l'article en donnant les références utiles à sa vérifiabilité et en les liant à la section « Notes et références ».
Chronologie
Île céleste Thriller Bark
Cet article liste les épisodes de la saga Water Seven de One Piece.

## Générique
Quatre génériques ont été utilisés lors de la saga Water Seven :
- Kokoro no Chizu de BOYSTYLE (épisodes 207 à 263)
- Brand New World de D-51 (épisodes 264 à 278)
- We Are! (Straw Hat Pirate Version) de Straw Hat Pirates (épisodes 279 à 283)
- Crazy Rainbow de Tackey & Tsubasa (épisodes 284 à 325)

## Saison 7 (suite)

### ArcLong Ring Long Land
L'équipage de Chapeau de paille débarque sur Long Ring Long Land, une terre peuplée par des nomades. Ils sont alors défiés par Foxy et son équipage qui leur propose de jouer à un célèbre jeu pirate.
| No                      | Titre français                                                 | Titre japonais                      | Titre japonais                                   | Date de 1re diffusion |
| No                      | Titre français                                                 | Kanji                               | Rōmaji                                           | Date de 1re diffusion |
| ----------------------- | -------------------------------------------------------------- | ----------------------------------- | ------------------------------------------------ | --------------------- |
| 207                     | Grande aventure à Long Ring Long Land !                        | ロングリングロングランドの大冒険 ！ | Long Ring Long Land no dai bōken !               | 31 octobre 2004       |
| [Chapitre 303-304-305]  |                                                                |                                     |                                                  |                       |
| 208                     | L'équipage de Foxy le pirate et le Davy Back Fight !           | フォクシー海賊団とデービーバック！  | Foxy kaizokudan to Davy Back !                   | 7 novembre 2004       |
| [Chapitre 305-306]      |                                                                |                                     |                                                  |                       |
| 209                     | Premier Round ! Un tour sur la Donuts Race !                   | 第一回戦！ぐるり一周ドーナツレース  | Dai ikkaisen ! Gururi isshū Donuts Race.         | 14 novembre 2004      |
| [Chapitre 306-307]      |                                                                |                                     |                                                  |                       |
| 210                     | Foxy le Renard Argenté ! Une ingérence de taille !             | 銀ギツネのフォクシー！猛烈妨害攻勢  | Gin gitsune no Foxy ! Mōretsu bōgai kōsei.       | 21 novembre 2004      |
| [Chapitre 308-309]      |                                                                |                                     |                                                  |                       |
| 211                     | Second Round ! Le but de Groggy Ring !                         | 第二回戦！ブチ込めグロッキーリング  | Dai nikaisen ! Buchikome Groggy Ring !           | 28 novembre 2004      |
| [Chapitre 310-311]      |                                                                |                                     |                                                  |                       |
| 212                     | Cartons rouges en série ! Le Groggy Ring !                     | レッドカード連発！グロッキーリング  | Red Cards renpatsu ! Groggy Ring.                | 5 décembre 2004       |
| [Chapitre 312-313]      |                                                                |                                     |                                                  |                       |
| 213                     | Le troisième Round ! Course de rollers et tours de piste !     | 第三回戦! ぐるぐるローラーレース!   | Dai sankaisen ! Guru guru Roller Race !          | 12 décembre 2004      |
| 214                     | Une fin de course explosive ! En route pour le dernier Round ! | 白熱爆走レース! 最終ラウンド突入!   | Hakunetsu bakusou Race ! Saishū round totsunyū ! | 19 décembre 2004      |
| [Chapitre 313 + filler] |                                                                |                                     |                                                  |                       |
| 215                     | Un service fulgurant. Balle au prisonnier version Pirate       | うなる熱球剛球! 海賊ドッジボール!   | Unaru nekkyū goukyū ! Kaizoku Dodge Ball !       | 9 janvier 2005        |
| [Chapitre 313 + filler] |                                                                |                                     |                                                  |                       |
| 216                     | Match sur la falaise ! 1,2,3, Soleil, Pirate !                 | 断崖の決戦! だるまさんがころんだ!   | Dangai no kessen ! Daruma san ga koronda !       | 9 janvier 2005        |
| [Chapitre 313 + filler] |                                                                |                                     |                                                  |                       |
| 217                     | Guerre de Capitaines ! Le Combat Final !                       | キャプテン対決! 最終戦コンバット!   | Captain taiketsu ! Saishūsen Combat !            | 16 janvier 2005       |
| [Chapitre 313-314]      |                                                                |                                     |                                                  |                       |
| 218                     | Ramollo Beam à pleins gaz contre Luffy l'invincible            | 全開ノロノロ攻撃ＶＳ不死身のルフィ  | Zenkai Noro Noro kōgeki tai Fujimi no Luffy.     | 23 janvier 2005       |
| [Chapitre 315-316]      |                                                                |                                     |                                                  |                       |
| 219                     | Combat extrême et sans merci ! L'affrontement final et décisif | 壮絶熱闘コンバット！運命の最終決着  | Sōzetsu nettō Combat! Unmei no saishū ketchaku.  | 30 janvier 2005       |
| [Chapitre 317-318]      |                                                                |                                     |                                                  |                       |

### ArcOcean's Dream
L'histoire de cet arc filler est basée sur celle du jeu vidéo One Piece Ocean's Dream sorti au Japon en mai 2003 sur PlayStation.
Après avoir fait escale au large d'une petite île, tout l'équipage semble avoir perdu la mémoire hormis Robin.
| No       | Titre français                                                       | Titre japonais                     | Titre japonais                                          | Date de 1re diffusion |
| No       | Titre français                                                       | Kanji                              | Rōmaji                                                  | Date de 1re diffusion |
| -------- | -------------------------------------------------------------------- | ---------------------------------- | ------------------------------------------------------- | --------------------- |
| 220      | Vous avez perdu la mémoire ? Où a-t-elle été volée ? Qui êtes-vous ? | 失った? 奪われた? おまえはだれだ?  | Ushinatta ? Ubawareta ? Omae wa dare da ?               | 6 février 2005        |
| [Filler] |                                                                      |                                    |                                                         |                       |
| 221      | Le mystérieux garçon au cor et l'hypothèse de Robin !                | 笛を抱いた謎の少年とロビンの推理!  | Fue o daita nazo no shōnen to Robin no suiri !          | 13 février 2005       |
| [Filler] |                                                                      |                                    |                                                         |                       |
| 222      | Il est temps de récupérer nos souvenirs ! Les pirates débarquent !   | いざ記憶を奪還せよ！海賊団島に上陸 | Iza kioku o dakkan se yo ! Kaizokudan shima ni jōriku.  | 20 février 2005       |
| [Filler] |                                                                      |                                    |                                                         |                       |
| 223      | Zoro montre les crocs ! Une bête sauvage se dresse !                 | 牙をむくゾロ! 立ちはだかった野獣!  | Kiba o muku Zoro ! Tachihadakatta yajū !                | 27 février 2005       |
| [Filler] |                                                                      |                                    |                                                         |                       |
| 224      | Le voleur de mémoire est démasqué ! C'est l'attaque finale !         | 本性を現した記憶泥棒の最後の逆襲！ | Honshō o arawashita kioku dorobō no saigo no gyakushū ! | 6 mars 2005           |
| [Filler] |                                                                      |                                    |                                                         |                       |
| F6       | One Piece : Le Baron Omatsuri et l'Île secrète                       | オマツリ男爵と秘密の島             |                                                         | 5 mars 2005           |

### ArcLe Retour de Foxy
L’équipage de Chapeau de paille recueille Foxy, Porche et Hamburg dont l'embarcation a été prise dans une tempête.
| No | Titre français                                                       | Titre japonais                       | Titre japonais                                               | Date de 1re diffusion |
| No | Titre français                                                       | Kanji                                | Rōmaji                                                       | Date de 1re diffusion |
| --- | -------------------------------------------------------------------- | ------------------------------------ | ------------------------------------------------------------ | --------------------- |
| 225 | Un homme et sa fierté ! Foxy le Renard Argenté !                     | 誇り高き男！銀ギツネのフォクシー     | Hokoritakaki otoko ! Gin gitsune no Foxy                     | 13 mars 2005          |
| [Chapitre 303]                                                                                                   |                                                                      |                                      |                                                              |                       |
| 226 | Ce type serait-il imbattable ? L'homme le plus dangereux du monde !  | 最も無敵に近い奴？と最も危険な男！   | Mottomo muteki ni chikai yatsu ? To mottomo kiken na otoko ! | 20 mars 2005          |
| [Chapitre 318]                                                                                                   |                                                                      |                                      |                                                              |                       |
| 227 | L'Amiral de la Marine Aokiji ! La menace du plus puissant bras armé. | 海軍本部大将青キジ！最高戦力の脅威   | Kaigun honbu taishō Aokiji ! Saikō senryoku no kyōi.         | 27 mars 2005          |
| [Chapitre 319-320] - Robin est paralysée par la peur à la vue de l'Amiral Aokiji.                                |                                                                      |                                      |                                                              |                       |
| 228 | Duel entre Elastique et Glace. Luffy contre Aokiji !                 | ゴムと氷の一騎打ち！ルフィＶＳ青キジ | Gomu to koori no ikkiuchi ! Luffy tai Aokiji.                | 27 mars 2005          |
| [Chapitre 320-321-322] - Sous les yeux de ses amis, Robin se fait congeler par Aokiji. Luffy l'affronte en duel. |                                                                      |                                      |                                                              |                       |

## Saison 8

### ArcWater Seven
| No | Titre français                                                                   | Titre japonais                                | Titre japonais                                                   | Date de 1re diffusion |
| No | Titre français                                                                   | Kanji                                         | Rōmaji                                                           | Date de 1re diffusion |
| --- | -------------------------------------------------------------------------------- | --------------------------------------------- | ---------------------------------------------------------------- | --------------------- |
| 229 | Le train des mers fonçant à toute allure et Water Seven, la métropole aquatique. | 疾走海列車と水の都ウォーターセブン            | Shissō umi ressha to mizu no miyako Uōtā Seven                   | 17 avril 2005,        |
| [Chapitre 322-323-324] |                                                                                  |                                               |                                                                  |                       |
| 230 | Aventure dans la cité aquatique ! En route pour le chantier naval géant.         | 水上都市の冒険！目指せ巨大造船工場            | Suijō toshi no bōken ! Mezase kyodai zōsen kōjō                  | 24 avril 2005,        |
| [Chapitre 323-324-325] |                                                                                  |                                               |                                                                  |                       |
| 231 | La Franky Family et Monsieur Icebarg.                                            | フランキー一家とアイスバーグさん！            | Franky ikka to Iceberg san !                                     | 1er mai 2005          |
| [Chapitre 325-326] |                                                                                  |                                               |                                                                  |                       |
| 232 | Galley-La Company ! L'impressionnant quai numéro un.                             | ガレーラカンパニー！壮観一番ドッグ            | Galley-La Company ! Sōkan ichiban dock.                          | 15 mai 2005,          |
| [Chapitre 326-327] |                                                                                  |                                               |                                                                  |                       |
| 233 | Un pirate kidnappé et un navire à l'agonie.                                      | 海賊誘拐事件と死を待つだけの海賊船            | Kaizoku yūkai jiken to shi o matsu dake no kaizokusen            | 22 mai 2005           |
| [Chapitre 328-329] |                                                                                  |                                               |                                                                  |                       |
| 234 | Sauvons notre ami ! On frappe avant d'entrer à la Franky House !                 | 仲間救出！殴り込みフランキーハウス            | Nakama kyūshutsu ! Nagurikomi Franky House.                      | 5 juin 2005           |
| [Chapitre 329-330-331] - Usopp veut récupérer l'argent volé mais Franky l'en empêche, s'engage alors un combat entre Usopp et Franky. |                                                                                  |                                               |                                                                  |                       |
| 235 | Mutinerie au clair de lune ! Complainte d'un drapeau pirate !                    | 月下の大喧嘩！哀しみに翻る海賊旗！            | Gekka no oogenka ! Kanashimi ni hirugaeru kaizokuki !            | 12 juin 2005          |
| [Chapitre 331-332] |                                                                                  |                                               |                                                                  |                       |
| 236 | Luffy vs Usopp ! Le choc entre deux hommes obstinés !                            | ルフィＶＳウソップ！ぶつかる男の意地          | Luffy tai Usopp ! Butsukaru otoko no iji.                        | 19 juin 2005          |
| [Chapitre 332-333] |                                                                                  |                                               |                                                                  |                       |
| 237 | La métropole aquatique est sous le choc ! On a tiré sur Icebarg !                | 激震水の都！狙われたアイスバーグ              | Gekishin mizu no miyako ! Nerawareta Iceburg.                    | 3 juillet 2005        |
| [Chapitre 334-335] |                                                                                  |                                               |                                                                  |                       |
| 238 | L'homme élastique contre le cyborg cracheur de feu !                             | ゴムゴム人間ＶＳ火を吹く改造人間(サイボーグ)  | Gomu Gomu ningen tai hi o fuku Cyborg                            | 10 juillet 2005       |
| [Chapitre 335-336-337] - Franky commence son combat, il roue Luffy de coups et prend rapidement l'avantage, il encaisse les coups de Luffy. Il s'apprête à lui donner le coup de grâce quand les contremaîtres arrivent et commencent à combattre Franky, mais il arrive à les battre et donne un énorme coup de vent sur un bateau cassé qui s'effondre sur la population. |                                                                                  |                                               |                                                                  |                       |
| 239 | Le Chapeau de paille est-il coupable ? Les défenseurs de Water Seven.            | 犯人は麦わら海賊団？水の都の用心棒            | Hannin wa mugiwara kaizokudan ? Mizu no miyako no yōjinbō.       | 31 juillet 2005,      |
| [Chapitre 337-338-339] |                                                                                  |                                               |                                                                  |                       |
| 240 | Des adieux à jamais ? La part d'ombre de Nico Robin.                             | 永遠の別れ？闇を引く女ニコ・ロビン            | Eien no wakare ? Yami o hiku onna Nico Robin.                    | 7 août 2005           |
| [Chapitre 339-340] |                                                                                  |                                               |                                                                  |                       |
| 241 | Il faut coincer Robin ! La décision des pirates au chapeau de paille !           | ロビンを捕まえろ！麦わら一味の決意            | Robin o tsukamaero ! Mugiwara ichimi no ketsui.                  | 14 août 2005          |
| [Chapitre 340-341] |                                                                                  |                                               |                                                                  |                       |
| 242 | Au signal, à l'explosion ! Le CP9 passe à l'action !                             | 合図は砲撃と共に！動き出したCP9               | Aizu wa hōgeki to tomo ni ! Ugokidashita CP9                     | 21 août 2005          |
| [Chapitre 342-343] |                                                                                  |                                               |                                                                  |                       |
| 243 | Le CP9 retire les masques ! Des identités stupéfiantes !                         | 仮面を取ったCP9！その驚きの素顔               | Kamen o totta CP9 ! Sono odoroki no sugao.                       | 4 septembre 2005      |
| [Chapitre 343-344-345] |                                                                                  |                                               |                                                                  |                       |
| 244 | Un lien secret ! Icebarg et Franky                                               | 秘めた絆！アイスバーグとフランキー            | Himeta kizuna ! Iceberg to Franky                                | 11 septembre 2005     |
| [Chapitre 346-347] |                                                                                  |                                               |                                                                  |                       |
| 245 | Reviens, Robin ! L'affrontement avec le CP9 !                                    | 帰って来いロビン！CP9との対決！               | Kaettekoi Robin ! CP9 to no taiketsu !                           | 18 septembre 2005     |
| [Chapitre 347-348] |                                                                                  |                                               |                                                                  |                       |
| 246 | L'équipage au chapeau de paille décimé ? La menace du modèle Léopard             | 麦わら海賊団全滅？モデル豹(レオパルド)の脅威! | Mugiwara kaizokudan zenmetsu ? Model Leopard no kyōi !           | 23 octobre 2005       |
| [Chapitre 349-350] |                                                                                  |                                               |                                                                  |                       |
| 247 | L'amour entre un homme et son bateau ! Les Larmes d'Usopp !                      | 船からも愛された男！ウソップの涙！            | Fune kara mo aisareta otoko ! Usopp no namida !                  | 30 octobre 2005,      |
| [Chapitre 350-351-352] |                                                                                  |                                               |                                                                  |                       |
| 248 | Le passé de Franky ! Le jour où le train des mers a démarré                      | フランキーの過去！海列車が走った日            | Franky no kako ! Umi Ressha ga hashitta hi.                      | 6 novembre 2005       |
| [Chapitre 352-353-354] |                                                                                  |                                               |                                                                  |                       |
| 249 | Le complot de Spandam. Le jour où le train des mers a vacillé                    | スパンダムの陰謀！海列車が揺れた日            | Spandam no inbō! Umi Ressha ga yureta hi.                        | 13 novembre 2005      |
| [Chapitre 353-355-356] |                                                                                  |                                               |                                                                  |                       |
| 250 | La fin d'un homme légendaire ! Le jour où le train des mers a pleuré             | 伝説の男の最後！海列車が泣いた日              | Densetsu no otoko no saigo ! Umi Ressha ga naita hi.             | 20 novembre 2005,     |
| [Chapitre 356-357-358] |                                                                                  |                                               |                                                                  |                       |
| 251 | La vérité derrière la trahison ! Le douloureux choix de Robin !                  | 裏切りの真相！ロビンの哀しき決意！            | Uragiri no shinsō ! Robin no kanashiki ketsui !                  | 20 novembre 2005,     |
| [Chapitre 358-359] |                                                                                  |                                               |                                                                  |                       |
| 252 | Le train des mers sifflera une fois ! Des amis qui se séparent                   | 仲間を引き離す汽笛！走り出す海列車            | Nakama o hikihanasu kiteki ! Hashiridasu Umi Ressha.             | 4 décembre 2005       |
| [Chapitre 360-361] |                                                                                  |                                               |                                                                  |                       |
| 253 | Sanji s'est infiltré ! Le train des mers dans la tempête !                       | サンジ突入！嵐の中の海列車バトル              | Sanji totsunyū ! Arashi no naka no umiressha battle !            | 11 décembre 2005      |
| [Chapitre 361-362] |                                                                                  |                                               |                                                                  |                       |
| SP 4 | Projet spécial de fin d'année ! Mémoires du boss Luffy au chapeau de paille      | 年末特別企画！麦わらのルフィ親分捕物帖        | Nenmatsu tokubetsu kikaku ! Mugiwara no Luffy oyabun torimonochō | 18 décembre 2005      |
| RP 2 | Épisode spécial de Noël. Le secret de l'équipage de Chapeau de paille !          | お年玉スペシャル 麦わら海賊団の秘密!          | Otoshidama Supesharu: Mugiwara Kaizoku-dan no Himitsu!           | 3 janvier 2006        |
| Résumé de l'intégration de chacun des membres de l'équipage de Chapeau de paille jusqu'à l'arc Water Seven. |                                                                                  |                                               |                                                                  |                       |
| 254 | Nami crie de toute son âme ! Le retour de Luffy au chapeau de paille !           | ナミ魂の叫び！麦わらのルフィ復活！            | Nami tamashii no sakebi ! Mugiwara no Luffy fukkatsu !           | 22 janvier 2006,      |
| [Chapitre 363-364-365] |                                                                                  |                                               |                                                                  |                       |
| 255 | Un autre train des mers ? Le départ du Rocketman !                               | もう一つの海列車？ロケットマン出撃            | Mō hitotsu no Umi Ressha ? Rocketman shutsugeki.                 | 29 janvier 2006,      |
| [Chapitre 364-365] - Une fois sauvé de l'Aqua Laguna, Kokoro propose à Luffy, malgré la répréhension des habitants et de Pauly, d'utiliser Rocketman, un train incontrôlable. De plus la franky Family, couverte de honte par ses actes contre le chapeau de paille, embarque dans le train pour sauver Franky, et Paulee est caché dans le stock de charbon. Ils montent tous dans le train et partent rejoindre leurs amis. |                                                                                  |                                               |                                                                  |                       |
| 256 | Au secours de nos amis ! Pacte entre ennemis, à la force des poings !            | 仲間を救え！拳に誓った敵同士の絆！            | Nakama o sukue ! Kobushi ni chikatta tekidōshi no kizuna !       | 5 février 2006,       |
| [Chapitre 366] - Le train part du vieux entrepôt, passant par les égouts pour rejoindre la mer. Luffy qui s'amuse comme toujours, la mamie essaye de placer le train sur les rails pour obtenir la vitesse maximale. Cependant la petite fille qui s'était introduit sur le train, glisse et s'accroche désespérément. Alors Luffy arrive mais à ce moment-là le train se met sur les rails et un fulgurante accélération fait envoler Luffy et Chimney mais ils sont rattraper par la Franky Family. Tout le monde se rejoint dans un wagon; Paulee, mais aussi les ingénieurs de Galley sont à bords. Maintenant alliés, ils foncent dans la prochaine vague de l'Aqua Laguna. Pendant ce temps Franky se remémore 4 ans auparavant, les retrouvailles avec IceBerg. |                                                                                  |                                               |                                                                  |                       |
| 257 | Une brèche dans la vague ! Le combo ultime : Luffy et Zoro                       | 波を砕け!ルフィとゾロの最強合体技             | Nami o sake! Rufi to Zoro no saikyō gattai waza                  | 26 février 2006,      |
| [Chapitre 366-367] Le Rocketman fonce droit sur l'énorme vague de l'Aqua Laguna, contre laquelle les multiples tirs de la Franky Family sont inefficaces. Luffy et Zoro arrivent alors et grâce à leur attaque combinée, ils créent un tunnel dans la vague et ouvrent un chemin au train. Pendant ce temps, Nami et Sanji échangent des informations sur leur situation respective. Sanji décide de partir sauver Robin, tout comme Franky qui a été ému par le récit du sacrifice de cette dernière. Cependant, Usopp refuse de rejoindre le duo. Mais alors que les soldats de la Marine cherchent les prisonniers évadés, un dénommé Sniperking fait son apparition pour participer à l'opération de sauvetage...                                                  |                                                                                  |                                               |                                                                  |                       |
| F7 | One Piece : Le Mecha géant du château Karakuri                                   | カラクリ城のメカ巨兵                          | Karakuri-jou no Meka Kyohei                                      | 4 mars 2006           |
| 258 | Un homme mystérieux entre en scène ! Son nom est Sniperking !                    | 謎の男登場！？その名はそげキング！            | Nazo no otoko tōjō !? Sono na wa Sogeking !                      | 5 mars 2006           |
| [Chapitre 368-369] - À travers l’escargot-phone, Luffy a demandé à Sanji de commencer l'attaque contre le gouvernement. Aussi étonnant soit-il, Zoro s'inquiète pour le cuistot ! Sous le masque de Sniperking, Usopp (Pipo) aide son ancien équipage a sauver Robin. Les trois infiltrés tendent un piège à l'ennemi : rassembler une cinquantaine de soldats dans les deux derniers wagons, et ensuite les décrocher. Sanji, Franky et Sniperking rencontrent ensuite le cuisinier, nommé Wanzé ; celui-ci est provocateur et arrive sans difficulté a éviter les coups de pied de Sanji. |                                                                                  |                                               |                                                                  |                       |
| 259 | Duel de chefs ! Sanji contre l'art martial des nouilles !                        | コック対決！サンジＶＳラーメン挙法            | Cook taiketsu ! Sanji tai Ramen Kenpou                           | 12 mars 2006,         |
| [Chapitre 369-370] - Sanji se bat contre le cuisinier, homme-ramen dans le wagon 4. Pendant ce temps Sniperking trouve une idée grâce aux insultes de Franky: Franky passe par le toit et rencontre Nero et engage le combat. Luffy se ses amis sont prêts et impatients. Sanji, à l'aide de couteaux de cuisine, a l'avantage sur le combat. Grâce aux poulpes, Sniperking arrive jusqu'à la vitre de Robin. |                                                                                  |                                               |                                                                  |                       |
| 260 | Combat sur le toit ! Franky contre Nero !                                        | 屋根の上の決闘！フランキーＶＳネロ            | Yane no ue no kettō ! Franky VS Nero                             | 19 mars 2006          |
| [Chapitre 370-371-372] - On apprend que Nero est un futur super agent de la CP9 comme Kalifa, Rob Lucci, Blueno ou Kaku et qu'il possède l'attaque de s'appuyer contre l'air. Au même moment, le Rocketman va bientôt rencontrer les deux wagons détachés. En continuant sur leurs chemins, l'équipage rencontre un énorme poisson, un Roi des mers, coupé en deux, ce qui signifie que Zoro a un adversaire à rencontrer. |                                                                                  |                                               |                                                                  |                       |
| 261 | Gare à la collision ! Le Demon Slash de Zoro contre le Boat Slash de T-Bone !    | 激突！鬼斬りゾロＶＳ船斬りＴボーン            | Gekitotsu! Onigiri Zoro VS Funegiri T-Bone.                      | 2 avril 2006          |
| [Chapitre 371-372-373] - Face à T-Borne, la Franky Family panique mais Luffy fait confiance a Zoro, qui souhaite le vaincre. En un coup, Zoro réussit facilement à esquiver l'attaque de T-Bone et l’envoie hors du train. Sanji a définitivement terminé son combat contre Wenze en défonçant les portes des wagons jusqu'à wagon 2. Au même moment Franky utilise son poing d'acier pour mettre K.O. Nero et rejoint Sanji pour s'attaquer au 4 membres de la CP9. |                                                                                  |                                               |                                                                  |                       |
| 262 | Bataille pour reprendre Robin ! L'ingénieux stratagème de Sniperking !           | ロビン争奪戦！そげキングの奇策！！            | Robin sōdatsusen ! Sniperking no kisaku !!                       | 16 avril 2006,        |
| [Chapitre 373-374] Usopp utilise une bombe fumante pour kidnapper Robin et s'enfuir dans le wagon 3 avec Sanji et Franky. Une fois leur compagnon récupéré et les wagons séparés, Kalifa rattrape le wagon avec ses fouets. Puis Franky, ému par l’affinité de l'équipage de Luffy, se sacrifie en sautant dans le wagon 2 pour laisser s'échapper Sanji, Usopp et Robin mais ceci ne fonctionne pas car Blueno qui a mangé le fruit du démon du portail se retrouve face à l'équipage du chapeau de paille. Pendant ce temps, Luffy et les passagers du train vont bientôt percuter la grenouille géante qui s'est placée au milieu des rails. |                                                                                  |                                               |                                                                  |                       |
| 263 | L'île judiciaire ! Panorama d'Enies Lobby !                                      | 司法の島！エニエス・ロビーの全貌！            | Shihō no shima ! Enies Lobby no zenbō !                          | 30 avril 2006         |
| [Chapitre 374-375] |                                                                                  |                                               |                                                                  |                       |

## Saison 9

### ArcEnies Lobby
| No | Titre français                                                                          | Titre japonais                                | Titre japonais                                               | Date de 1re diffusion |
| No | Titre français                                                                          | Kanji                                         | Rōmaji                                                       | Date de 1re diffusion |
| --- | --------------------------------------------------------------------------------------- | --------------------------------------------- | ------------------------------------------------------------ | --------------------- |
| 264 | Opération débarquement ! Les pirates au Chapeau de Paille foncent dans le tas!          | 上陸作戦始動！麦わら一味突入せよ！            | Jōriku sakusen shidō ! Mugiwara ichimi totsunyū se yo !      | 21 mai 2006           |
| [Chapitre 375-376] - Luffy et les autres arrivent à Enies Lobby. Pendant ce temps, les agents du CP9 amènent Robin et Franky à Spandam. |                                                                                         |                                               |                                                              |                       |
| 265 | Luffy débarque ! Grande bataille sur l'île judiciaire!                                  | ルフィ快進撃！司法の島で大決戦！              | Luffy kaishingeki ! Shihō no shima de dai kessen !           | 4 juin 2006           |
| [Chapitre 376-377-378] - Luffy, qui n'a pas suivi le plan, est seul dans Enies Lobby. Il se dirige vers le bout de la ville mais des centaines de soldats s'oppose à lui. Il sème le chaos dans toute la ville. |                                                                                         |                                               |                                                              |                       |
| 266 | Combat contre les géants ! Ouvrez la deuxième porte!                                    | 巨人族との攻防！第２の扉を開けろ！            | Kyojinzoku to no kōbō ! Dai ni no tobira o akero !           | 11 juin 2006          |
| [Chapitre 378-379] - Il faut ouvrir la deuxième porte pour passer. Commence alors un combat entre les deux géants et la Franky Family. Luffy continue d'avancer seul dans la ville tout en massacrant la marine. Robin et Francky sont amenés devant Spandam. Et enfin le Rocketman et l'équipage du chapeau de paille se prépare à entrer sur l'île. |                                                                                         |                                               |                                                              |                       |
| 267 | Ouvrez le passage ! L'envol du Rocketman!                                               | 活路を開け！空を飛ぶロケットマン！            | Katsuro o hirake ! Sora o tobu Rocket Man !                  | 18 juin 2006          |
| [Chapitre 379-380] - En utilisant la barrière d'Enies Lobby, le train survole la première et la deuxième porte pour atterrir au milieu d'une bataille entre la Francky Family et les soldats. Luffy fait face à des milliers de soldats avec une détermination et une force remarquable mais, encerclé, il arrive à une impasse. |                                                                                         |                                               |                                                              |                       |
| 268 | A la poursuite de Luffy ! L'équipage de Chapeau de Paille au combat!                    | ルフィに追いつけ！麦わら一味総力戦            | Luffy ni oitsuke ! Mugiwara ichimi sōryokusen                | 25 juin 2006          |
| [Chapitre 381-382] - Arrivé au centre de Enies Lobby, Nami, Zoro, Sanji, Chopper et Sniperking s'avancent pour retrouver Luffy et font face aux soldats du gouvernement. Nami montre son nouveau pouvoir à l'aide de son bâton. Luffy continue de semer la pagaille dans la ville pour retrouver son amie. |                                                                                         |                                               |                                                              |                       |
| 269 | Robin est trahie ! Les espérances du gouvernement mondial                               | 裏切られたロビン！世界政府の思惑！            | Uragirareta Robin ! Sekai seifu no omowaku !                 | 25 juin 2006          |
| [Chapitre 382-383] - Spandam annonce que l’équipage de Luffy sera capturé et tué contrairement à l'accord. Spandam ne souhaite que le pouvoir et pour se venger il battra Robin et Franky. En se rapprochant de Luffy, Zoro, Nami, Sanji et Choper se rendent compte qu'ils ont perdu Sniperking. Luffy réussit à semer les soldats et se trouve devant le dernier bâtiment protégé par Blueno. Le combat va commencer. |                                                                                         |                                               |                                                              |                       |
| 270 | Rendez-nous Robin ! Luffy contre Blueno!                                                | ロビンを返せ！ルフィＶＳブルーノ！            | Robin o kaese ! Luffy tai Blueno !                           | 2 juillet 2006        |
| [Chapitre 383-384] - Les deux géants qui gardaient une des grandes portes se sont ralliés à Sniperking, car ils font partie de l'équipage de Broggy (rencontré sur l'île de Little Garden). Ils vont donc aider Pauly à la porte principale. Zorro et ses compagnons continuent d'avancer vers le tribunal mais Sodom est mortellement blessé. Sur le toit du tribunal se trouvent Luffy et Blueno qui se battent. Luffy montre une force et une rapidité extraordinaire.                                                                                      |                                                                                         |                                               |                                                              |                       |
| 271 | Ne vous arrêtez pas ! Le signal de la contre-attaque est donné!                         | 立ち止まるな！反撃の狼煙を上げろ！            | Tachidomaru na ! Hangeki no noroshi o agero !                | 9 juillet 2006        |
| [Chapitre 384-385] - Les quatre membres de Luffy et la Franky Family approchent de la place du tribunal. Gomorrhe assommé, l'équipage va vouloir se défendre malgré les centaines de soldats qui les entourent. Mais le monstre se relève aveugle, et parvint difficilement devant la tribunal. Pendant ce temps, les deux géants et Usopp prennent part au combat au côté de Pauly. Kalifa et Kaku ont mangé les fruits du démons offert par Spandam ; ils attendent de découvrir leurs nouveaux pouvoirs. Enfin, Luffy mène un combat intense contre Blueno. |                                                                                         |                                               |                                                              |                       |
| 272 | Luffy en vue ! Rassemblement sur la place du tribunal                                   | ルフィ目前！裁判所前広場へ集結せよ            | Luffy mokuzen ! Saibansho mae hiroba e shūketsu se yo.       | 23 juillet 2006       |
| [Chapitre 385-386-387] - Avec l'aide de Zorro, Sanji et Gomorrhe, le reste de l'équipage arrive à la place du tribunal et se sépare pour trouver les leviers permettant d'ouvrir le pont afin d'aller chercher leurs compagnons. Spandam, face à Robin et Franky, prend conscience de la gravité de la situation grâce à l'escargot-phone. Luffy qui a un net avantage doit encore combattre à un niveau plus élevé s'il veut protéger ses amis. Il se prépare donc pour une puissante technique.                                                              |                                                                                         |                                               |                                                              |                       |
| 273 | Je ferai tout pour protéger mes amis ! Le "Gear Second" en action!                      | 全ては仲間を守る為に！ギア２(セカンド)発動    | Subete wa nakama o mamoru tame ni ! Gia Sekando hatsudō      | 30 juillet 2006       |
| [Chapitre 387-388] |                                                                                         |                                               |                                                              |                       |
| 274 | Réponds-nous, Robin ! Le cri du cœur des pirates au Chapeau de Paille!                  | 答えろロビン！麦わら一味の叫び！！            | Kotaero Robin ! Mugiwara ichimi no sakebi !!                 | 6 août 2006           |
| [Chapitre 389-390] |                                                                                         |                                               |                                                              |                       |
| 275 | Le passé de Robin ! Une fillette nommée "démon"!                                        | ロビンの過去！悪魔と呼ばれた少女！            | Robin no kako ! Akuma to yobareta shōjo !                    | 13 août 2006          |
| [Chapitre 391-392] |                                                                                         |                                               |                                                              |                       |
| 276 | Une mère et sa fille frappées par le destin ! Sa mère s'appelle Olvia!                  | 宿命の母娘！その母の名はオルビア！            | Shukumei no oyako ! Sono haha no na wa Olvia !               | 10 septembre 2006     |
| [Chapitre 393-394] |                                                                                         |                                               |                                                              |                       |
| 277 | La tragédie d'Ohara ! La terreur du Buster Call!                                        | オハラの悲劇！バスターコールの恐怖            | Ohara no higeki ! Buster Call no kyōfu.                      | 24 septembre 2006     |
| [Chapitre 395-396] |                                                                                         |                                               |                                                              |                       |
| 278 | Dis que tu veux vivre ! Nous sommes tes amis!                                           | 生きたいと言え！オレ達は仲間だ！！            | Ikitai to ie ! Oretachi wa nakama da !!                      | 24 septembre 2006     |
| [Chapitre 397-398] |                                                                                         |                                               |                                                              |                       |
| 279 | Vol au-dessus des chutes d'eau ! Les sentiments de Luffy!                               | 滝に向かって飛べ！ルフィの想い！！            | Taki ni mukatte tobe ! Luffy no omoi !!                      | 1er octobre 2006      |
| 280 | Voici comment doit vivre un homme ! Les techniques de Zorro, le rêve d'Usopp            | 男の生き様！ゾロの業・ウソップの夢            | Otoko no ikizama ! Zoro no waza – Usopp no yume              | 8 octobre 2006        |
| Flashback sur la rencontre entre Luffy et Zoro ainsi que l'arrivée de Usopp dans l'équipage du Chapeau de Paille. |                                                                                         |                                               |                                                              |                       |
| 281 | Les larmes tissent les liens des compagnons ! La carte du monde de Nami                 | 涙が紡いだ仲間の絆！ナミの世界地図            | Namida ga tsumuida nakama no kizuna ! Nami no sekai chizu    | 15 octobre 2006       |
| 282 | Les séparations forgent un homme ! Sanji et Chopper!                                    | 別れが男を磨く！サンジとチョッパー            | Wakare ga otoko o migaku ! Sanji to Chopper                  | 22 octobre 2006       |
| Flashback sur la rencontre de Sanji et Chopper avec Luffy. |                                                                                         |                                               |                                                              |                       |
| 283 | Par amitié avant tout ! Robin dans les ténèbres!                                        | 全ては仲間の為に！闇の中のロビン！            | Subete wa nakama no tame ni ! Yami no naka no Robin !        | 29 octobre 2006       |
| 284 | Je ne te donnerai pas ces plans ! La décision de Franky                                 | 設計図は渡さない！フランキーの決断            | Sekkeizu wa watasanai ! Franky no ketsudan                   | 5 novembre 2006       |
| [Chapitre 399-400] |                                                                                         |                                               |                                                              |                       |
| 285 | Volons les cinq clés ! L'équipage du chapeau de paille contre le CP9!                   | ５つの鍵を奪え！麦わら一味対ＣＰ９            | Itsutsu no kagi o ubae ! Mugiwara ichimi tai CP9             | 12 novembre 2006      |
| [Chapitre 400] - Luffy et son équipage doivent récupérer les clés que possèdent les membres du CP9 pour libérer Robin. |                                                                                         |                                               |                                                              |                       |
| 286 | Les pouvoirs des fruits du démon ! Les grandes transformations de Kaku et Jabura        | 悪魔の実の力！カクとジャブラ大変身            | Akuma no mi no chikara ! Kaku to Jabura dai henshin          | 19 novembre 2006      |
| [Chapitre 401-402] |                                                                                         |                                               |                                                              |                       |
| 287 | Je ne te frapperai jamais même si je dois en mourir ! La galanterie de Sanji le perdra! | 死んでも蹴らん！サンジ男の騎士道！            | Shinde mo keran ! Sanji otoko no kishidō !                   | 26 novembre 2006      |
| [Chapitre 402-403] |                                                                                         |                                               |                                                              |                       |
| 288 | Le mauvais calcul de Fukuro ! Mon cola est ma source de vie                             | フクロウの誤算！俺のコーラは命の水            | Fukurō no gosan ! Ore no Cola wa inochi no mizu              | 3 décembre 2006       |
| [Chapitre 403-404] |                                                                                         |                                               |                                                              |                       |
| 289 | Zorro et sa nouvelle technique explosive ! Son sabre s'appelle Sniperking?              | ゾロ新技炸裂！刀の名はそげキング？            | Zoro shin waza sakuretsu ! Katana no na wa Sogeking ?        | 10 décembre 2006      |
| [Chapitre 405-406] |                                                                                         |                                               |                                                              |                       |
| 290 | Chopper est incontrôlable ! La rumble ball de trop!                                     | 制御不能！チョッパー禁断のランブル            | Seigyo funō ! Chopper kindan no Rumble                       | 17 décembre 2006      |
| [Chapitre 406-407] |                                                                                         |                                               |                                                              |                       |
| 291 | Le retour de Luffy, le chef ! Loterie et déboires, rêve ou réalité ?                    | ルフィ親分再び！夢か現（うつつ）か富くじ騒動  | Luffy oyabun futatabi ! Yume ka utsutsu ka tomikuji sōudō    | 24 décembre 2006      |
| 292 | La grande course aux gâteaux de riz ! Le complot de Gros Pif                            | お城で餅まき大レース！赤い鼻の陰謀            | Oshiro de mochimaki dai race ! Akai hana no inbō             | 7 janvier 2007        |
| 293 | Kalifa, maîtresse des bulles ! Nami se fait passer un savon!                            | 泡使いカリファ！ナミに迫る石鹸の罠            | Awa tsukai Kalifa ! Nami ni semaru sekken no wana            | 14 janvier 2007       |
| [Chapitre 407-408] |                                                                                         |                                               |                                                              |                       |
| 294 | Une mauvaise nouvelle retentissante ! Le Buster Call est déclenché                      | 響き渡る凶報！発動バスターコール！            | Hibikiwataru kyōhō ! Hatsudou Buster Call !                  | 21 janvier 2007       |
| [Chapitre 409] |                                                                                         |                                               |                                                              |                       |
| 295 | Cinq Nami ? La contre-attaque des mirages!                                              | ５人のナミ？反撃は蜃気楼とともに！            | Gonin no Nami ? Hangeki wa shinkirō to tomo ni !             | 28 janvier 2007       |
| [Chapitre 410-411] |                                                                                         |                                               |                                                              |                       |
| 296 | La détermination de Nami ! Carton sur le Chopper enragé                                 | ナミの決断！暴走チョッパーを撃て！            | Nami no ketsudan ! Bōsō Chopper wo ute!                      | 4 février 2007        |
| [Chapitre 411-412] |                                                                                         |                                               |                                                              |                       |
| 297 | Sanji le chasseur ! Un dernier Poème pour le loup menteur                               | 狩人サンジ登場？嘘つき狼に贈る挽歌            | Kariudo Sanji tōjō ? Usotsuki ookami ni okuru banka          | 11 février 2007       |
| [Chapitre 413-414] - Sanji sauve Usopp qui allait se faire tuer par Jabura. Le combat entre Sanji et Jabura commence. |                                                                                         |                                               |                                                              |                       |
| 298 | Un coup de pied enflammé ! Au menu : jeu de jambe à la Sanji!                           | 灼熱の蹴り！サンジ足技のフルコース            | Shakunetsu no keri ! Sanji ashiwaza no full course           | 25 février 2007       |
| [Chapitre 414-415-416] - Le combat entre Sanji et Jabura continue. Sanji dévoile sa nouvelle technique. |                                                                                         |                                               |                                                              |                       |
| 299 | Les armes blanches s'entrechoquent ! Zoro contre Kaku, duel de fines lames.             | 白刃の猛襲！ゾロ対カク強力斬撃対決            | Hakujin no mōshū ! Zoro tai Kaku kyōryoku zangeki taiketsu   | 4 mars 2007           |
| [Chapitre 416-417] |                                                                                         |                                               |                                                              |                       |
| F8 | One Piece épisode d'Alabasta : Les Pirates et la princesse du désert                    | エピソードオブアラバスタ 砂漠の王女と海賊たち | Episōdo obu Arabasuta Sabaku no Ōjo to Kaizoku-tachi         | 7 mars 2007           |
| 300 | Zoro, Dieu ou Démon ? Vision de l'avatar d'Ashura                                       | 鬼神ゾロ！気迫が見せた阿修羅の化身            | Kishin Zoro ! Kihaku ga miseta Asura no keshin               | 11 mars 2007          |
| [Chapitre 417-418] |                                                                                         |                                               |                                                              |                       |
| 301 | Au grand dam de Spandam ! Un héros se dresse sur la Tour Judiciaire!                    | スパンダム驚愕！司法の塔に立つ英雄            | Spandam kyōgaku ! Shihō no tō ni tatsu eiyū                  | 18 mars 2007          |
| [Chapitre 419-420] |                                                                                         |                                               |                                                              |                       |
| 302 | Robin libre ! Luffy contre Lucci, bataille au sommet                                    | ロビン解放！ルフィ対ルッチ頂上決戦            | Robin kaihō ! Luffy tai Lucci chōjō kekken                   | 25 mars 2007          |
| [Chapitre 420] |                                                                                         |                                               |                                                              |                       |
| 303 | Luffy est-il coupable ? À la poursuite du grand cerisier disparu                        | 犯人はルフィ親分？消えた大桜を追え            | Hannin wa Luffy oyabun ? Kieta dai sakura o oe               | 1er avril 2007        |
| 304 | Si je ne gagne pas, je ne pourrais protéger personne ! Le Gear Third en action!         | 勝てなきゃ誰も守れない！ギア３（サード）始動  | Katenakya daremo mamorenai ! Gear Third shidō                | 8 avril 2007          |
| [Chapitre 421] |                                                                                         |                                               |                                                              |                       |
| 305 | Un terrible passé ! Rob Lucci et la Justice des Ténèbres!                               | 戦慄の過去！闇の正義とロブ・ルッチ            | Senritsu no kako ! Yami no seigi to Rob Lucci                | 15 avril 2007         |
| [Chapitre 422] |                                                                                         |                                               |                                                              |                       |
| 306 | Une sirène illusoire à la rescousse ? Une conscience vacillante…                        | 幻の人魚現る？薄れゆく意識のなかで            | Maboroshi no ningyo arawaru ? Usureyuku ishiki no naka de    | 22 avril 2007         |
| [Chapitre 423-424] |                                                                                         |                                               |                                                              |                       |
| 307 | L'île coule sous les coups de canon ! Le cri de regret de Franky                        | 砲火に沈む島！フランキー無念の叫び            | Houka ni shizumu shima ! Franky munen no sakebi              | 29 avril 2007         |
| [Chapitre 424-425] |                                                                                         |                                               |                                                              |                       |
| 308 | En attendant Luffy ! Combat mortel sur le pont de l'hésitation!                         | ルフィを待て！ためらいの橋の死闘！            | Luffy o mate ! Tamerai no hashi no shitō !                   | 6 mai 2007            |
| [Chapitre 425-426] |                                                                                         |                                               |                                                              |                       |
| 309 | La rage au bout des poings ! La rafale de Luffy à pleine puissance!                     | 拳に込めた想い！ルフィ渾身の銃乱打            | Kobushi ni kometa omoi ! Luffy konshin no gatling !          | 13 mai 2007           |
| [Chapitre 426-427] |                                                                                         |                                               |                                                              |                       |
| 310 | Un ami arrive par la mer ! L'équipage au chapeau de paille plus uni que jamais!         | 友、海より来る！麦わら一味最強の絆            | Tomo, umi yori kitaru ! Mugiwara ichimi saikyō no kizuna     | 20 mai 2007           |
| [Chapitre 428] |                                                                                         |                                               |                                                              |                       |
| 311 | Évasion générale ! Victoire sans appel pour les pirates!                                | 全員大脱出！勝者の道は海賊のために            | Zen'in dai dasshutsu ! Shōsha no michi wa kaizoku no tame ni | 27 mai 2007           |
| [Chapitre 429] |                                                                                         |                                               |                                                              |                       |
| 312 | Merci pour tout, Merry ! Adieu sur une mer enneigée                                     | ありがとうメリー！雪に煙る別れの海            | Arigatou Merry ! Yuki ni keburu wakare no umi                | 3 juin 2007           |
| [Chapitre 430] - Luffy, son équipage et Franky parviennent à s'enfuir d'Enies Lobby malgré le Buster Call et Robin remercie ses compagnons. Soudain, le Merry se fissure en deux et Icebarg, venu par bateau leur explique que Merry lui a demandé de le réparer afin qu'il puisse aider les Chapeaux de Paille. Luffy brûle le bateau en le saluant une dernière fois. Juste avant de couler, le Vogue Merry leur dit au revoir en leur demandant pardon, ce qui émeut l'équipage.                                                                            |                                                                                         |                                               |                                                              |                       |

### ArcPost-Enies Lobby
| No | Titre français                                                                | Titre japonais                     | Titre japonais                                         | Date de 1re diffusion |
| No | Titre français                                                                | Kanji                              | Rōmaji                                                 | Date de 1re diffusion |
| --- | ----------------------------------------------------------------------------- | ---------------------------------- | ------------------------------------------------------ | --------------------- |
| 313 | Une trêve suspendue ! Le Vice-Amiral au poing de fer dans un gant d'amour     | 破られた安息！愛の拳を持つ海軍中将 | Yaburareta ansoku ! Ai no kobushi o motsu kaigun chūjō | 10 juin 2007          |
| [Chapitre 431] - Alors qu'ils se reposent après l'aventure à Enies Lobby, Luffy et son équipage reçoivent la visite inattendue d'un vice-amiral de la marine.                                                            |                                                                               |                                    |                                                        |                       |
| 314 | La plus puissante des familles ? Révélations sur le père de Luffy!            | 最強の家系？明かされたルフィの父！ | Saikyō no kakei ? Akasareta Luffy no chichi !          | 17 juin 2007          |
| [Chapitre 432] - Garp se trouve être le grand-père de Luffy, et lui révèle que son père n'est autre que Dragon, le mystérieux inconnu qui l'a sauvé de Smoker à Logue Town. Luffy retrouve Kobby et Hermep par la suite. |                                                                               |                                    |                                                        |                       |
| 315 | Un nom prometteur, le Nouveau Monde ! La suite de Grand Line                  | その名は新世界！偉大なる航路の行方 | Sono na wa shin sekai ! Grand Line no yukue            | 24 juin 2007          |
| [Chapitre 433] - Kobby explique des choses à Luffy au sujet de Grand Line et de Calm Belt. Ils sont mis sur écoute par Nami qui en profite pour apprendre certains secrets de la Marine.                                 |                                                                               |                                    |                                                        |                       |
| 316 | Shanks entre en scène ! Prémisse d'une ère qui déraille                       | シャンクス動く！暴走する時代への楔 | Shanks ugoku ! Bōsō suru jidai e no kusabi             | 1er juillet 2007      |
| [Chapitre 433-434-435] - Shanks se rend sur le bateau de Barbe Blanche et essaye de persuader ce dernier de stopper Ace.                                                                                                 |                                                                               |                                    |                                                        |                       |
| 317 | Une fillette et son Yagara ! Enquête au cœur de la métropole aquatique!       | ヤガラを探す少女！水の都大捜査線！ | Yagara o sagasu shōjo ! Mizu no miyako dai sousasen    | 8 juillet 2007        |
| Luffy et Chopper aident une petite fille à retrouver son vieux yagara. |                                                                               |                                    |                                                        |                       |
| 318 | Une mama qui a de la poigne ! Zoro la nounou se met en quatre!                | 母は強し!ゾロのドタバタ家事手伝い  | Haha wa tsuyoshi ! Zoro no dotabata kaji tetsudai      | 15 juillet 2007       |
| Zoro est forcé par une mère de famille de caractère à faire du baby-sitting. |                                                                               |                                    |                                                        |                       |
| 319 | Sanji estomaqué ! Le grand-père mystérieux et sa cuisine succulente!          | サンジ衝撃!謎の爺さんと激ウマ料理  | Sanji shōgeki ! Nazo no jīsan to gekiuma ryōri         | 22 juillet 2007       |
| [Chapitre 435 + filler] - Chimney fait découvrir un bateau-restaurant à Sanji tenu par un vieil ami de Kokoro qui a été autrefois le maître de Zeff.                                                                     |                                                                               |                                    |                                                        |                       |
| 320 | Tout le monde est enfin mis à prix ! L'équipage qui dépasse les 600 millions! | ついに全員賞金首！6億超えの一味！  | Tsui ni zen'in shōkin kubi ! Rokuoku koe no ichimi !   | 19 août 2007          |
| [Chapitre 435] L'équipage du Chapeau de Paille prend connaissance des primes que le gouvernement leur a mis. Tous ont désormais une prime et le total dépasse les 600 millions de berries.                               |                                                                               |                                    |                                                        |                       |
| 321 | Le roi des animaux fait face à la mer ! Un navire de rêve enfin terminé!      | 海を臨む百獣の王！夢の船堂々完成！ | Umi o nozomu hyakujū no ō ! Yume no fune dōdō kansei ! | 26 août 2007          |
| [Chapitre 436] - Franky propose à Luffy de lui construire un navire. C'est la naissance du Thousand Sunny. |                                                                               |                                    |                                                        |                       |
| 322 | Adieu mes chers compagnons ! Le départ de Franky!                             | さらば愛しき子分達！フランキー発つ | Saraba itoshiki kobun tachi ! Franky tatsu             | 2 septembre 2007      |
| [Chapitre 437] - Luffy fait tout pour faire venir Franky et l'emmener avec lui sur le Sunny. |                                                                               |                                    |                                                        |                       |
| 323 | Départ de la métropole aquatique ! Usopp termine son duel comme un homme!     | 出港水の都！男ウソップ決闘のケジメ | Shukkō mizu no miyako ! Otoko Usoppu kettō no kejime   | 9 septembre 2007      |
| [Chapitre 438] - Garp revient à Water 7 pour capturer Luffy. L'équipage part mais Usopp ne se montre toujours pas. |                                                                               |                                    |                                                        |                       |
| 324 | Les avis de recherche circulent. Les connaissances dansent, le navire avance. | めぐる手配書！故郷は踊る船は進む！ | Meguru tehaisho ! Kokyō wa odoru fune wa susumu !      | 16 septembre 2007     |
| [Chapitre 439-440] - L'équipage s'en va définitivement de Water Seven. Pendant ce temps, les primes arrivent dans les villages nataux de chaque membre de l'équipage.                                                    |                                                                               |                                    |                                                        |                       |
| 325 | Un pouvoir malfaisant. Les ténèbres de Barbe Noire attaquent Ace!             | 最凶の能力！エースを襲う黒ひげの闇 | Saikyō no nōryoku ! Ace o osou Kurohige no yami        | 23 septembre 2007     |
| [Chapitre 434-440-441] - Ace retrouve Barbe Noire et se bat contre lui. Barbe Noire dévoile son terrible pouvoir, celui du Fruit des Ténèbres, l'un des Fruits Du Démon les plus puissants.                              |                                                                               |                                    |                                                        |                       |

### Épisodes français
1. 1 2 3 4 5 6 7 8 9 10 11  Épisodes 207 à 217, kana.fr
2. 1 2 3 4 5 6 7 8 9 10 11  Épisodes 218 à 228, kana.fr
3. 1 2 3 4 5 6 7 8 9 10 11 12  Épisodes 229 à 240, kana.fr
4. 1 2 3 4 5 6 7 8 9 10 11 12  Épisodes 241 à 252, kana.fr
5. 1 2 3 4 5 6 7 8 9 10 11 12  Épisodes 253 à 264, kana.fr
6. 1 2 3 4 5 6 7 8 9 10 11 12  Épisodes 265 à 276, kana.fr
7. 1 2 3 4 5 6 7 8 9 10 11 12  Épisodes 277 à 288, kana.fr
8. 1 2 3 4 5 6 7 8 9 10 11 12  Épisodes 289 à 300, kana.fr
9. 1 2 3 4 5 6 7 8 9 10 11 12  Épisodes 301 à 312, kana.fr
10. 1 2 3 4 5 6 7 8 9 10 11 12 13  Épisodes 313 à 325, kana.fr